# Henry Lascelles (3e comte de Harewood)
Henry Lascelles, 3e comte de Harewood (11 juin 1797 – 22 février 1857) est un pair britannique et un membre du Parlement.
Il est le second fils de Henry Lascelles (2e comte de Harewood), et Henrietta Sebright, fille de John Sebright (6e baronnet).

## Biographie
Lascelles est nommé comme enseigne dans le 1st Foot Guards en 1814 et combat à la bataille de Waterloo, où il est légèrement blessé par l'explosion d'un obus. En 1820, il commence à servir à temps partiel en tant que lieutenant dans le Yorkshire Hussards, mais il ne prend totalement sa retraite de l'armée régulière qu'en 1831.
Il siège comme député de Northallerton de 1826 à 1831, et est Lord Lieutenant du West Riding of Yorkshire entre 1846 et 1857.
Le 20 mai 1848, il devient membre de la Canterbury Association. La forêt d'Harewood (au-delà d'Oxford) et la banlieue de Harewood de Christchurch (où l'aéroport international de Christchurch est situé) sont nommés en son honneur.

## Famille
Lord Harewood, épouse  Louisa Thynne (c. 1808-1859), fille de Thomas Thynne, le 5 juillet 1823. Ils ont treize enfants :
- Henry Lascelles (1824-1892)
- Egremont William Lascelles (1825-1892), marié à Jessie Malcolm et avait un problème.
- George Edwin Lascelles (1826-1911), marié à Dame Louise Murray, fille de William Murray (4e comte de Mansfield).
- Algernon Francis Lascelles (1828-1845), mort jeune.
- Alfred Lascelles (1829-1845), mort jeune.
- Louisa Isabella Lascelles (1830-1918), épouse de Charles Mills (1er baron Hillingdon).
- James Walter Lascelles (1831-1901), chanoine de la cathédrale de Ripon et recteur de Goldsborough, marié à Emma Clara Miles (1830-1911), fille de William Miles 1er Baronnet, et a neuf enfants.
- Susan Charlotte Lascelles (1834-1927), marié à Edward Montagu-Stuart-Wortley-Mackenzie (1er comte de Wharncliffe).
- Horace Douglas Lascelles (1835-1869), mort célibataire.
- Blanche Emma Lascelles (1837-1863), épouse d'Henry Boyle (5e comte de Shannon).
- Florence Harriet Lascelles (1838-1901), mariée avec le lieutenant-colonel Jean-Cust, petit-fils de Brownlow Cust (1er baron Brownlow).
- Mary Elizabeth Lascelles (c. 1843-1866), épouse de Robert Meade (en), fils de Richard Meade.
- Maud Caroline Lascelles (1846-1938), épouse de George Hamilton.

Harewood et sa femme résident quelque temps, au siège ancestral de la famille, Goldsborough Hall.
Le comte subit une fracture du crâne et d'autres blessures, lors d'une chasse au renard et meurt quatre semaines plus tard en 1857, à l'âge de 59 ans.